# Popsicle Peak
Popsicle Peak är en bergstopp i Kanada.   Den ligger i provinsen British Columbia, i den sydvästra delen av landet, 3 700 km väster om huvudstaden Ottawa. Toppen på Popsicle Peak är 1 673 meter över havet.
Terrängen runt Popsicle Peak är huvudsakligen bergig, men åt nordost är den kuperad.Trakten runt Popsicle Peak är nära nog obefolkad, med mindre än två invånare per kvadratkilometer.. Det finns inga samhällen i närheten.
I omgivningarna runt Popsicle Peak växer i huvudsak barrskog.